# Basílio da Eritreia
Abune Basílio (1954, Império Etíope (no território da atual Eritreia)) é o 6º e atual Patriarca da Igreja Ortodoxa Eritreia Tewahedo.

## Carreira eclesiástica
Ele foi tonsurado como monge na tenra idade e foi ordenado hierodiácono e logo depois hieromonge. Em 2005 foi consagrado bispo e em 2021 elevado ao posto de arcebispo. Antes de sua eleição patriarcal, ele serviu como administrador da Igreja Eritreia.

Antes da eleição de Basílio, o cargo de patriarca da Igreja Ortodoxa Eritreia Tewahedo estava vago desde a morte de Abune Cirilo (Qerlos) em 2022. Em 10 de dezembro de 2024, Basílio foi eleito Patriarca da Eritreia. Sua ordenação e entronização como Patriarca ocorreram em 26 de janeiro de 2025. 